# Wedge Tomb von Doorus Demesne

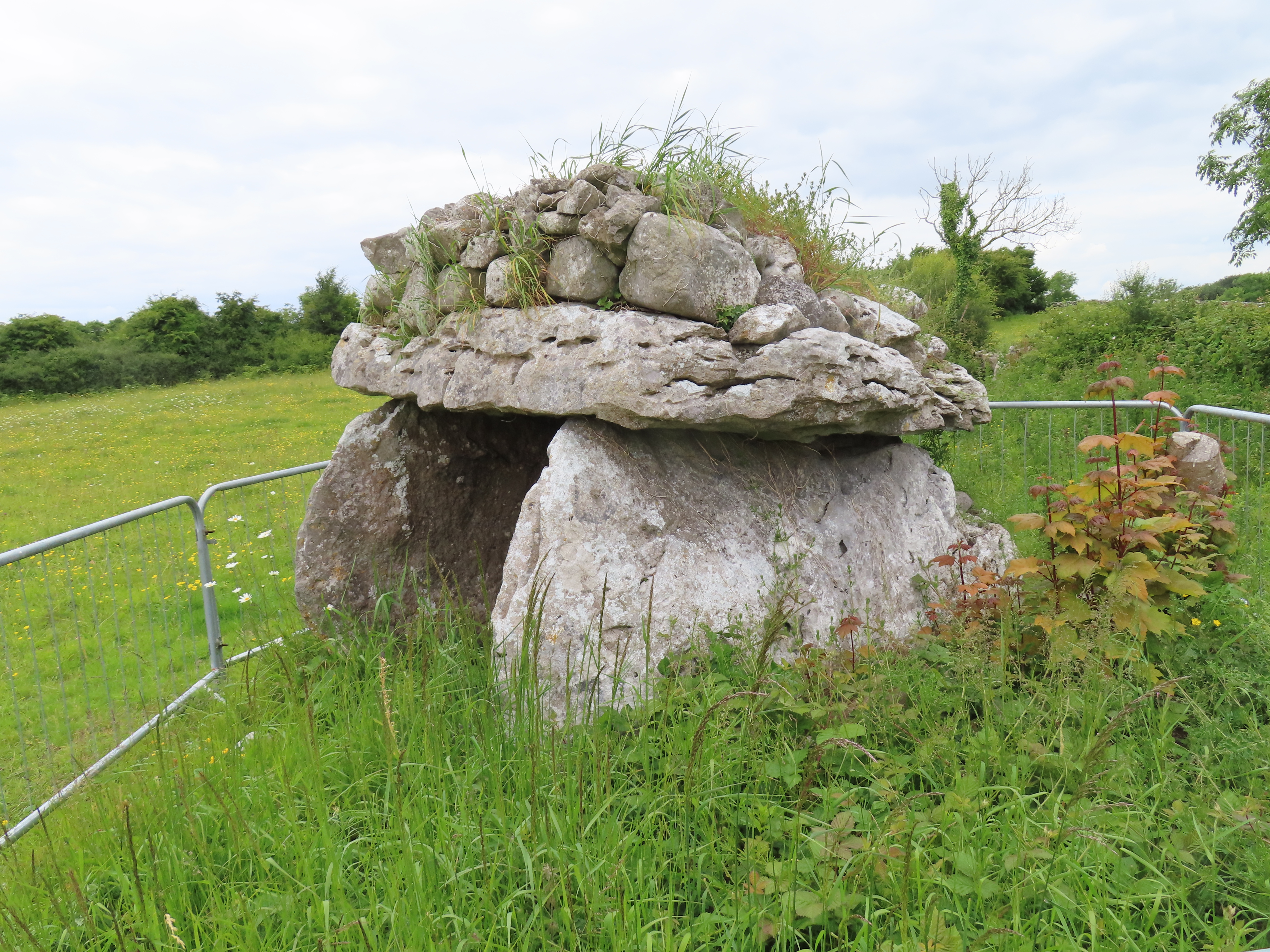
Wedge Tomb (Doorus Demesne)

Das Wedge Tomb von Doorus Demesne (irisch Diméin Dhúrois) ist ein gut erhaltenes Wedge Tombs (dt. „Keilgräber“), früher auch „wedge-shaped gallery grave“ genannt. Es liegt westlich von Kinvarra, etwa einen Kilometer südlich der Galway Bay auf der Doorus-Halbinsel im County Galway in Irland. Wedge Tombs sind doppelwandige, ganglose, mehrheitlich ungegliederte Megalithanlagen der späten Jungstein- und der frühen Bronzezeit.
Die Nordost-Südwest orientierte, dolmenartige Megalithanlage steht unter Denkmalschutz und befindet sich auf einer niedrigen Plattform. Die 2,5 m lange, sich in der Breite von 1,5 m auf 1,1 m verjüngende, trapezoide Kammer wird von einem 2,4 m langen, 2,1 m breiten und 0,30 m dicken, überkragenden Deckstein bedeckt. Auf dem Deckstein liegt Steinmaterial (fast einen Meter mächtig), das vom äußeren Mantel oder vom Cairn des Wedge Tombs stammt. Der Deckstein wird von zwei 2,5 m langen Seitensteinen (einer pro Seite) unterstützt, ein ähnlich großer Endstein schließt die Kammer im Nordwesten ab. Es gibt Hinweise auf eine Nebenkammer an der Nordwestseite.